# LOVE LOVE STRAW
LOVE LOVE STRAW（ラブラブストロー）は日本のバンド。
1994年に福島大学の音楽サークルにて結成。2002年解散。2005年に再結成。その後は断続的に活動を行っている。
バンド名の由来は飲食店で使われていたストローの商品名。

## メンバー
- 野中 斉　ボーカル、ギター担当。
- 北目哲郎 ボーカル、ギター担当。
- 鈴木 仁　ベース担当。
- 浅野芳孝 ギター担当 。
- 石川太郎 ドラム担当。

## ディスコグラフィー

### シングル
- Every single day （99.08.24）
- HELEN （99.11.03）
- red （00.03.08）
- LOVE LOVE STRAW&テルスター（01.02.21） テルスターとのスプリットシングル
- Wada Style （01.05.30）
- Good times （01.07.25）
- Lost highway （01.09.27）

### アルバム
- DREAM ALL DAY （97.03.31）
- FLAME ON （98.03.01）
- CORRADO （99.05.18）
- why not? （00.05.24）
- terranova （01.11.28）
- DECADE （07.05.16） ベストアルバム